# Momeala (film din 1974)
Momeala (în bulgară Изкуствената патица, transliterat: Izkustvenata patița, în poloneză Izkustvenata patica, în traducere „Rața artificială”) este un film polițist dramatic bulgaro-polonez din 1974 regizat de Ianuș Vazov⁠(d), după un scenariu scris de Liuben Stanev⁠(d).

## Rezumat
Tânărul inspector bulgar Gheorghiev (Ivan Kutevski⁠(d)) este trimis la Varșovia pentru a conduce o operațiune de capturare a conducătorului unei bande (Jan Machulski), cu reședința în Țările de Jos, implicat în trafic de valută. Banda este acuzată că ar fi comis anterior o crimă pe teritoriul Bulgariei. Pentru a îndeplini această sarcină, Gheorghiev o folosește ca „momeală” pe Jana Bilevici (Evghenia Barakova⁠(d)), o bulgăroaică tânără căsătorită cu un cetățean străin, care este unul dintre membrii bandei. Comportamentul răbdător și empatic al tânărului inspector în relația cu tânăra (care cunoaște detalii cu privire la crimă) îl ajută să dea de urma șefului bandei și să-l captureze.

## Distribuție
- Evghenia Barakova⁠(d) — Jana Bilevici, „rața artificială”
- Ivan Kutevski⁠(d) — Gheorghiev, inspector al Miliției Bulgare
- Jan Machulski — Milenberg, șeful bandei
- Adam Pawlikowski — Boliński
- Gheorghi Stoianov⁠(d) — Bukov
- Karol Strasburger — ofițerul serviciului de informații polonez
- Leszek Teleszyński
- Irena Laskowska
- Ewa Sikora
- Ioana Popova

## Producție
Scenariul filmului a fost scris de nuvelistul și romancierul bulgar Liuben Stanev⁠(d). Filmul a fost produs de compania Boyana Film și regizat de Ianuș Vazov⁠(d). Rolul principal a fost interpretat de actrița bulgară Evghenia Barakova⁠(d), aflată la debut. Câțiva actori polonezi, printre care Jan Machulski (care l-a interpretat pe Milenberg, șeful bandei), au apărut, de asemenea, în acest film. Filmările au avut loc în anul 1973 și au fost realizate pe peliculă color de cameramanul Krasimir Kostov, iar muzica a fost compusă de Kiril Țibulka⁠(d). Durata filmului este de 88 de minute.

## Lansare
Momeala a fost lansat pe 17 mai 1974 în Bulgaria. A fost distribuit în principal în țările din Blocul răsăritean, printre care Cehoslovacia (unde a avut premiera TV la 20 mai 1977 sub titlul Umelá volavka), Uniunea Sovietică (unde a fost difuzat sub titlul Подсадная утка / Podsadnaia utka) și România (unde a fost difuzat sub titlul „Momeala”).